# Santa Elena (Camarines Norte)
Santa Elena ist eine philippinische Stadtgemeinde in der Provinz Camarines Norte. Sie hat 40.786 Einwohner (Zensus 1. August 2015). Die Gemeinde liegt im Süden der Bucht von Lamon und ist von der Hauptstadt der Provinz Daet aus über den Marhalika Highway erreichbar. 

## Baranggays
Santa Elena ist administrativ in 19 Baranggays unterteilt.
| - Basiad - Bulala - Polungguitguit - Rizal - Salvacion - San Lorenzo - San Pedro - San Vicente - Santa Elena (Pob.) - Villa San Isidro | - Don Tomas - Guitol - Kabuluan - Kagtalaba - Maulawin - Patag Ibaba - Patag Iraya - Plaridel - Tabugon |